# Reguläre Untergruppe einer Permutationsgruppe
Eine reguläre Untergruppe einer Permutationsgruppe ist in der Gruppentheorie eine Untergruppe einer Permutationsgruppe, die die Eigenschaft besitzt, dass sich zwei beliebige Elemente der Trägermenge der Permutationsgruppe auf eindeutige Weise durch eine Permutation aus dieser Untergruppe ineinander überführen lassen.
Ein klassisches Problem der Theorie endlicher Gruppen ist die Bestimmung aller (endlichen) primitiven Permutationsgruppen, die eine reguläre Untergruppe besitzen. Liebeck-Praeger-Saxl lösten dieses Problem für fast-einfache Gruppen.

## Definition
Es sei {\displaystyle G} eine auf einer Menge {\displaystyle \Omega } wirkende Permutationsgruppe. Eine Untergruppe {\displaystyle U\subset G} heißt regulär, wenn es zu je zwei Elementen {\displaystyle u,v\in \Omega } ein eindeutiges Element {\displaystyle g\in U} mit {\displaystyle g(u)=v} gibt.

## Beispiele
Ist {\displaystyle G} die volle Permutationsgruppe über {\displaystyle \Omega =\{0,\ldots ,n-1\}} mit {\displaystyle n>2}, so ist die Untergruppe {\displaystyle U=G} nicht regulär, denn für die in Zyklenschreibweise angegebenen Permutationen {\displaystyle (0,1)} und {\displaystyle (0,1,2)} gilt
{\displaystyle (0,1)(0)=1} und {\displaystyle (0,1,2)(0)=1}.
Das heißt, es gibt mehr als nur ein {\displaystyle g\in U} mit {\displaystyle g(0)=1}. 
Die Untergruppe 
{\displaystyle U=\{(1),(0,1)\}}
ist auch nicht regulär, denn es gibt kein {\displaystyle g\in U} mit {\displaystyle g(1)=2}.
Die von der zyklischen Permutation {\displaystyle (0,1,\ldots ,n-1)} erzeugte Untergruppe {\displaystyle U} ist regulär, denn zu {\displaystyle i,j\in \Omega } ist 
{\displaystyle (0,1,\ldots ,n-1)^{j-i}\in U}
das eindeutig bestimmte Element aus {\displaystyle U}, das {\displaystyle i} auf {\displaystyle j} abbildet. Das wird sofort klar, wenn man beachtet, dass {\displaystyle (0,1,\ldots ,n-1)^{k}} alle Elemente aus {\displaystyle \Omega =\{0,\ldots ,n-1\}} zyklisch um {\displaystyle k} Positionen verschiebt